# Brossay
Brossay és un municipi francès situat al departament de Maine i Loira i a la regió de País del Loira. L'any 2007 tenia 299 habitants.

## Demografia

### Població
El 2007 la població de fet de Brossay era de 299 persones. Hi havia 113 famílies de les quals 26 eren unipersonals (11 homes vivint sols i 15 dones vivint soles), 42 parelles sense fills i 45 parelles amb fills.
La població ha evolucionat segons el següent gràfic:
Habitants censats

### Habitatges
El 2007 hi havia 124 habitatges, 112 eren l'habitatge principal de la família, 7 eren segones residències i 4 estaven desocupats. 123 eren cases i 1 era un apartament. Dels 112 habitatges principals, 87 estaven ocupats pels seus propietaris, 25 estaven llogats i ocupats pels llogaters i 1 estava cedit a títol gratuït; 1 tenia una cambra, 8 en tenien dues, 12 en tenien tres, 31 en tenien quatre i 59 en tenien cinc o més. 74 habitatges disposaven pel capbaix d'una plaça de pàrquing. A 40 habitatges hi havia un automòbil i a 57 n'hi havia dos o més.

### Piràmide de població
La piràmide de població per edats i sexe el 2009 era:
| Homes | Edats   | Dones |
| ----- | ------- | ----- |
| 0     | 95 o +  | 4     |
| 0     | 90 a 94 | 0     |
| 4     | 85 a 89 | 0     |
| 4     | 80 a 84 | 0     |
| 4     | 75 a 79 | 4     |
| 8     | 70 a 74 | 12    |
| 0     | 65 a 69 | 8     |
| 8     | 60 a 64 | 8     |
| 4     | 55 a 59 | 0     |
| 12    | 50 a 54 | 16    |
| 4     | 45 a 49 | 4     |
| 0     | 40 a 44 | 8     |
| 4     | 35 a 39 | 4     |
| 12    | 30 a 34 | 8     |
| 16    | 25 a 29 | 12    |
| 8     | 20 a 24 | 4     |
| 12    | 15 a 19 | 0     |
| 8     | 10 a 14 | 8     |
| 4     | 5 a 9   | 0     |
| 8     | 0 a 4   | 12    |

## Economia
El 2007 la població en edat de treballar era de 176 persones, 132 eren actives i 44 eren inactives. De les 132 persones actives 119 estaven ocupades (65 homes i 54 dones) i 13 estaven aturades (8 homes i 5 dones). De les 44 persones inactives 17 estaven jubilades, 13 estaven estudiant i 14 estaven classificades com a «altres inactius».

### Ingressos
El 2009 a Brossay hi havia 118 unitats fiscals que integraven 329 persones, la mediana anual d'ingressos fiscals per persona era de 14.622 €.

### Activitats econòmiques
Dels 4 establiments que hi havia el 2007, 1 era d'una empresa de construcció, 2 d'empreses de comerç i reparació d'automòbils i 1 d'una empresa de serveis.
L'únic establiment comercial que hi havia el 2009 era una floristeria.
L'any 2000 a Brossay hi havia 15 explotacions agrícoles que ocupaven un total de 342 hectàrees.

## Poblacions més properes
El següent diagrama mostra les poblacions més properes.